# 德爾斐尼翁神廟
37°31′47.7″N 27°16′50.5″E / 37.529917°N 27.280694°E
古希臘時代所建立的德爾斐尼翁神廟，乃是專門供奉阿波羅·德爾斐尼歐斯（Apollo Delphinios，英譯：“Apollo of the womb”；中譯為：“阿波羅的發源地”）的神廟，這尊神明也被人們稱為“德爾斐的阿波羅（Delphic Apollo）”或是“皮媞亞的阿波羅（Pythian Apollo）”，祂是泛希臘宗教聖地──德爾斐的主神，也被視為司掌港口和船舶的保護神。

## 位於米利都的德爾斐尼翁神廟
座落在米利都境內的德爾斐尼翁神廟遺址，直到今日大多數依然是在那兒靜靜的矗立著。那裡的遺址乃是一塊矩形的神廟區（在其他中文著作裡也被翻譯為：神聖圍地、神聖空間、聖域、聖地），位於該地點的神廟遺址在年代上可以追溯到西元前五世紀。神廟內部仍然存在雕飾著卷渦（volute）的山牆飾物的矩形祭壇，還有其他的一些圓形大理石祭壇也包括在其中。在德爾斐尼翁神廟牆上發現的一段碑文“年度春季遊行從德爾斐尼翁神廟開始出發，經米利都走到蒂蒂瑪阿波羅神廟”，碑文告訴了我們此處也作為城邦的檔案館。

## 位於雅典的德爾斐尼翁神廟
在雅典衛城附近的德爾斐尼翁神廟當中還設置了一座法院，這座法院主要是用於審判被告人在法律上聲稱他們是自衛殺人罪時，被告人向法院要求提供辯護的刑事殺人案件。在古代雅典這類殺人案件是最嚴重的罪行，按照古代雅典刑法，凡是背叛国家、亵渎神祇、故意杀人、抢劫、纵火等重大犯罪分子均會被判处死刑。

## 外部連結
- Perseus Building Catalog: Miletus, Delphinion
- 耶魯－紐哈芬教師學院（Yale-New Haven Teachers Institute）：The Athenian Court and the American Court System，由亨利 A. 羅得斯（Henry A. Rhodes）作。